# Štefan Lazar (fotbalista)
Štefan Lazar [štěfan lazar] (15. červen 1940 – 21. května 2004 Považská Bystrica) byl slovenský fotbalový útočník (později středopolař) a trenér.

## Hráčská kariéra
V československé lize hrál za Jednotu Košice, Duklu Pardubice, Dynamo Žilina, Lokomotívu Košice a VCHZ Pardubice. Nastoupil ve 102 ligových zápasech a vstřelil 3 branky.

### Prvoligová bilance
| Ročník          | Zápasy | Góly | Minuty | Klub                  |
| --------------- | ------ | ---- | ------ | --------------------- |
| I. liga 1958/59 | 9      | 0    | –      | Jednota Košice        |
| I. liga 1959/60 | 4      | 0    | –      | Jednota Košice        |
| I. liga 1959/60 | 16     | 0    | –      | Dukla Pardubice       |
| I. liga 1961/62 | 9      | 2    | 635    | Dynamo Žilina         |
| I. liga 1965/66 | 26     | 0    | 2 340  | Lokomotíva VSŽ Košice |
| I. liga 1966/67 | 12     | 0    | 1 080  | Lokomotíva VSŽ Košice |
| I. liga 1968/69 | 26     | 1    | 2 340  | VCHZ Pardubice        |
| CELKEM I. LIGA  | 102    | 3    | –      |                       |

## Trenérská kariéra
Po skončení hráčské kariéry se stal trenérem. Na podzim 1988 byl asistentem Karola Dobiaše u prvoligového mužstva Spartak ZVÚ Hradec Králové.